# Боратинська сільська рада (Луцький район)
Боратинська сільська рада Боратинської сільської об'єднаної територіальної громади (до 2017 року — Боратинська сільська рада Луцького району Волинської області) — орган місцевого самоврядування Боратинської сільської громади Волинської області. Розміщена в селі Боратин.

## Склад ради
Рада складається з 26 депутатів та голови.
Перші вибори депутатів ради та голови об'єднаної громади відбулись 29 жовтня 2017 року. Було обрано 26 депутатів ради, серед котрих (за суб'єктами висування): 15 — самовисування, 6 — УКРОП, 3 — Аграрна партія України, по одному — Об'єднання «Самопоміч» та БПП «Солідарність».
Головою громади обрали позапартійного самовисуванця Сергія Яручика, чинного Боратинського сільського голову.
В раді створено чотири постійні депутатські комісії:
- з фінансів, бюджету, планування соціально-економічного розвитку та залучення інвестицій;
- із земельних відносин, планування території, будівництва, благоустрою, охорони природи та екології;
- з депутатської етики, дотримання прав людини, законності та соціального захисту населення;
- з освіти, медицини, культури, молоді та розвитку фізичної культури.

## Історія
До 16 листопада 2017 року — адміністративно-територіальна одиниця в Луцькому районі Волинської області.
До об'єднання в громаду сільській раді підпорядковувались села Боратин, Голишів, Новостав, Рованці. Рада складалась з 25 депутатів, голови та виконавчого комітету сільської ради.

### Керівний склад
| ПІБ                         | Основні відомості                                                 | Дата обрання | Дата звільнення |
| --------------------------- | ----------------------------------------------------------------- | ------------ | --------------- |
| Яручик Сергій Олександрович | Сільський голова, 1971 року народження, освіта, безпартійний      | 26.03.2006   | 31.10.2010      |
| Яручик Сергій Олександрович | Сільський голова, 1971 року народження, освіта вища, безпартійний | 31.10.2010   |                 |

Примітка: таблиця складена за даними джерела

### Населення
Згідно з переписом УРСР 1989 року чисельність наявного населення сільської ради становила 2973 особи, з яких 1378 чоловіків та 1595 жінок.
За переписом населення України 2001 року в сільській раді мешкало 3214 осіб.

### Мова
Розподіл населення за рідною мовою за даними перепису 2001 року:
| Мова       | Відсоток |
| ---------- | -------- |
| українська | 99,07 %  |
| російська  | 0,83 %   |
| словацька  | 0,06 %   |
| білоруська | 0,03 %   |